# Gizur gullbrárskáld
Gizur svarti gullbrárskáld (apelidado de o Negro, m. 1030) foi um víquingue e escaldo da Islândia no século XI. Segundo Skáldatal esteve ao serviço de Olaf II da Noruega e morreu na batalha de Stiklestad ao lado do seu rei, que o considerava amigo e seu mestre. É conhecido pelo poema Edda de Snorri e por um poema que outro escaldo islandês lhe dedicou, Hofgarða-Refr Gestsson.